# Tomasz Mycan
Tomasz Mycan (ur. 5 sierpnia 1977 w Lubinie) – polski aktor teatralny, telewizyjny i filmowy.

## Kariera

### Początki kariery
Już w szkole podstawowej myślał o aktorstwie. W 1995, gdy kończył legnickie Technikum Elektryczno-Energetyczne, pojawiła się szansa, by zadebiutować na profesjonalnej scenie Centrum Sztuki – Teatrze Dramatycznym w Legnicy za dyrekcji Jacka Głomba. W wieku osiemnastu lat był statystą w widowisku plenerowym Trzej muszkieterowie Głomba i przedstawieniu Narkotyki Witkacego w reż. Pawła Kamzy. Uczestniczył także w projektach aktorskich realizowanych przy „Gońcu Teatralnym” Macieja Nowaka.

### Kariera sceniczna
W maju 2002, gdy kończył studia na Wydziale Aktorskim wrocławskiej filii PWST, przyjął propozycję Andrzeja Bubienia, ówczesnego dyrektora artystycznego i reżysera Teatru im. Wilama Horzycy w Toruniu, zastąpienia Radosława Garncarka, który miał wypadek, w roli Zbyszka Dulskiego w Moralności pani Dulskiej Zapolskiej z udziałem Niko Niakasa. Po studiach związał się z toruńskim Teatrem im. Horzycy, w którym wystąpił m.in. jako Laertes w Hamlecie (2008) Szekspira w reż. Małgorzaty Bogajewskiej, Gombrowicz w Minach polskich (2014) w reż. Mikołaja Grabowskiego, Kuno von Lichtenstein i Zygfryd de Löwe w Krzyżakach (2016) Sienkiewicza w reż. Michała Kotańskiego, Tomasz i Sævar w Reykjavík ’74 (2016) czy Edek w Tangu (2017) Mrożka w reż. Piotra Ratajczaka. W 2018 wcielił się w tytułową postać Hamleta w tragedii szekspirowskiej w reż. Pawła Paszty.
Uczestniczył również w cyklicznych spotkaniach z poezją „Z zadyszki poetyckiej”, gdzie toruńscy aktorzy interpretują poezje oraz cyklicznych próbach czytanych, podczas których prezentowana jest współczesna dramaturgia.
W 2007, z okazji Międzynarodowego Dnia Teatru, otrzymał Nagrodę Urzędu Marszałkowskiego za zasługi w rozwoju scen teatralnych w regionie. W 2008, na VII Festiwalu Prapremier, zdobył nagrodę Werdyktu Młodych w kategorii JAJCO, czyli za pierwszoplanową rolę męską jako Abelard w spektaklu In extremis. Historia Abelarda i Heloizy w reż. Iwony Kempy. W 2009 przyznano mu Wilam Publiczności za kreację Mortimera w Marii Stuart Friedricha Schillera i rolę Abelarda w In extremis. W 2012 został uhonorowany Nagrodą Wilama dla najpopularniejszego aktora toruńskiego i nagrodą Urzędu Marszałkowskiego z okazji Międzynarodowego Dnia Teatru. W styczniu 2022 związał się z Teatrem Nowym w Poznaniu.

### Kariera ekranowa
Na dużym i małym ekranie debiutował rolą „Szprychy”, człowieka Starewicza (Krzysztof Kolberger) w filmie sensacyjnym Wojciecha Wójcika Sfora: Bez litości (2002) oraz czterech odcinkach serialu Sfora (2002). W operze mydlanej Polsat Pierwsza miłość (2006–2007) wystąpił jako Mateusz Kaczkowski, instruktor judo na kursie, w którym uczestniczyła także Kinga Żukowska (Aleksandra Zienkiewicz). Był też bohaterem kina autorskiego w filmach krótkometrażowych: Ostatnia stacja (2005) i Snufit (2013) Marcela Woźniaka.
W telenoweli TVP2 Barwy szczęścia (2009–2016) zagrał postać homoseksualnego Macieja Kołodziejskiegoe, partnera Władka Cieślaka (Przemysław Stippa). Zniknął z produkcji po tym, gdy scenarzyści zrezygnowali z wątku Maćka. Został obsadzony w roli młodego żeglarza w komedii Macieja Pisarka Dżej Dżej (2014).

## Życie prywatne
W lipcu 2019, w wywiadzie dla dwumiesięcznika „Replika” dokonał publicznego coming outu.

## Role teatralne
| Rok  | Tytuł                                                              | Autor                                                            | Rola                                             | Reżyser                                                    | Teatr                              |
| ---- | ------------------------------------------------------------------ | ---------------------------------------------------------------- | ------------------------------------------------ | ---------------------------------------------------------- | ---------------------------------- |
| 2002 | Czarodziejskie krzesiwo                                            | według Hansa Christiana Andersena                                |                                                  | Jerzy Bielunas                                             | Teatr Telewizji                    |
| 2002 | Moralność pani Dulskiej                                            | Gabriela Zapolska                                                | Zbyszko Dulski                                   | Andrzej Bubień                                             | Teatr im. Wilama Horzycy w Toruniu |
| 2002 | Franciszek Villon na dworcu…                                       | według François Villona,                                         |                                                  | Marta Stebnicka                                            |                                    |
| 2003 | Kopciuszek                                                         | Jan Brzechwa                                                     | Królewicz                                        | Wiesław Komasa                                             |                                    |
| 2003 | Woyzeck                                                            | Georg Buchner                                                    | Podoficer                                        | Iwona Kempa                                                |                                    |
| 2003 | Marat/Sade                                                         | Peter Weiss                                                      | Jacques Roux                                     | Andrzej Bubień jako Jacques Roux                           |                                    |
| 2004 | Ślub                                                               | Witold Gombrowicz                                                | Władzio (Przyjaciel i Dworzanin)                 | Elmo Nüganen                                               |                                    |
| 2005 | Niebieski niebieski niebieski                                      | Zoltán Egressy                                                   | paniera                                          | Iwona Kempa                                                |                                    |
| 2005 | Ja                                                                 | według Iwana Wyrypajewa                                          |                                                  | Wiktor Ryżakow                                             |                                    |
| 2005 | Komediant                                                          | Thomas Bernhard (reż.                                            | Ferruccio                                        | Michał Kotański                                            |                                    |
| 2006 | Sen nocy letniej                                                   | William Shakespeare                                              | Demetriusz                                       | Paweł Łysak                                                |                                    |
| 2006 | Plaża                                                              | Peter Asmussen                                                   | Verner                                           | Iwona Kempa                                                |                                    |
| 2006 | Opera żebracza                                                     | John Gay                                                         | Robin                                            | zespół                                                     |                                    |
| 2007 | Niestworzona historia albo Ostatni tatuś                           | Michał Walczak                                                   | miś Azor                                         | Gabriel Gietzky                                            |                                    |
| 2008 | Maria Stuart                                                       | Friedrich Schiller                                               | Mortimer                                         | Grzegorz Wiśniewski                                        |                                    |
| 2008 | In extremis. Historia Abelarda i Heloizy                           | Howard Brenton                                                   | Abelard                                          | Iwona Kempa                                                |                                    |
| 2008 | Hamlet                                                             | William Shakespeare                                              | Laertes                                          | Małgorzata Bogajewska                                      |                                    |
| 2008 | Dostoevsky-trip                                                    | Władimir Sorokin                                                 | Mężczyzna 3, Hipolit                             | Wasilij Sienin                                             |                                    |
| 2009 | Eine kleine Nachtmusik                                             | Silke Hassler                                                    | Brat, Młody mężczyzna, Alpinista, Młodszy klient | Paweł Szkotak                                              |                                    |
| 2009 | Dzika kaczka                                                       | Henrik Ibsen                                                     | Gregers Werle                                    | Agnieszka Lipiec-Wróblewska                                |                                    |
| 2010 | Człowiek z Bogiem w szafie                                         | Michał Walczak                                                   | Policjant                                        | Piotr Kruszczyński                                         |                                    |
| 2010 | Zimowe ceremonie                                                   | Hanoch Levin                                                     | Lichtenstein                                     | Iwona Kempa                                                |                                    |
| 2010 | Śnieg                                                              | Stanisław Ignacy Witkiewicz                                      | Wojciech Pęcherzewicz/Ryszard Korbo              | Grzegorz Wiśniewski                                        |                                    |
| 2011 | Gody życia                                                         | Stanisław Przybyszewski                                          | Janota                                           | Iwona Kempa                                                |                                    |
| 2011 | Dziady. Transformacje                                              | Adam Mickiewicz                                                  |                                                  | Jacek Jabrzyk                                              |                                    |
| 2011 | Ofelie                                                             | Jolanta Janiczak                                                 | Francis Scott Fitzgerald                         | Wiktor Rubin                                               |                                    |
| 2012 | Porucznik z Inishmore                                              | Martin McDonagh                                                  | Padraic                                          | Anna Nowicka                                               |                                    |
| 2012 | O miłości                                                          | Lars Norén                                                       | E                                                | Iwona Kempa                                                |                                    |
| 2012 | Koncert życzeń. Krótka historia polskiej muzyki rozrywkowej        | program składany/kabaretowo-rewiowy                              |                                                  |                                                            |                                    |
| 2012 | Klara                                                              | IzaBéla Kuna                                                     | Stół Klary                                       | Piotr Kruszczyński                                         |                                    |
| 2013 | Body Art                                                           | Igor Bauersima, Réjane Desvignes                                 | Fred                                             | Ana Nowicka                                                |                                    |
| 2013 | Pippi Pończoszanka                                                 | Astrid Lindgren                                                  | Dyrektor cyrku, Kapitan Pończocha                | Adam Biernacki                                             |                                    |
| 2013 | Witaj, Dora                                                        | Lukas Bärfuss                                                    | Elegancki mężczyzna                              | Krzysztof Rekowski                                         |                                    |
| 2014 | Rosencrantz i Guildenstern nie żyją                                | Tom Stoppard                                                     | Guildenstern                                     | Cezary Iber                                                |                                    |
| 2014 | Mizantrop                                                          | Molier                                                           | Klitander                                        | Norbert Rakowski                                           |                                    |
| 2014 | Miny polskie                                                       |                                                                  | Gombrowicz                                       | Mikołaj Grabowski                                          |                                    |
| 2015 | Kansas                                                             | Marcin Wierzchowski                                              | Chris Butterding (wideo)                         | Marcin Wierzchowski                                        |                                    |
| 2015 | Noc w Kosmosie                                                     | Michał Chludziński, Łukasz Czuj                                  | Antek Pociecha                                   | Łukasz Czuj                                                |                                    |
| 2015 | Bramy raju                                                         | Jerzy Andrzejewski                                               | Spowiednik                                       | Krzysztof Rekowski                                         |                                    |
| 2016 | Nieskończona historia                                              | Artur Pałyga                                                     | Adam                                             | Małgorzata Warsicka                                        |                                    |
| 2016 | Krzyżacy                                                           | Kuno von Liechtenstein / Zygfryd de Löwe                         | Henryk Sienkiewicz                               | Michał Kotański                                            |                                    |
| 2016 | Reykjavík '74                                                      | Marta Sokołowska                                                 | Tomasz / Sævar                                   | Katarzyna Kalwat                                           |                                    |
| 2016 | Dwanaście miesięcy                                                 | Samuił Marszak                                                   | Główny ogrodnik, Sierpień                        | Bartosz Zaczykiewicz                                       |                                    |
| 2017 | Tango                                                              | Sławomir Mrożek                                                  | Edek                                             | Piotr Ratajczak                                            |                                    |
| 2018 | Mulholland Drive                                                   | David Lynch                                                      | Adam                                             | Katarzyna Trzaska, Edyta Wróblewska, Maciej Marczewski ... |                                    |
| 2018 | Edyp tyran                                                         | Sofokles                                                         | Kreon                                            | Wojtek Klemm                                               |                                    |
| 2018 | Natan mędrzec                                                      | Gotthold Ephraim Lessing                                         | Saladyn                                          | Piotr Kurzawa                                              |                                    |
| 2018 | Hamlet                                                             | William Shakespeare                                              | Hamlet                                           | Paweł Paszta                                               |                                    |
| 2019 | Aktorzy prowincjonalni                                             | wg scenariusza filmowego Agnieszki Holland i Witolda Zatorskiego | Tomek                                            | Damian Josef Neć                                           |                                    |
| 2020 | Alicja w Krainie Czarów                                            | Lewis Carroll                                                    | Mysz, Gołąb, Walet                               | Paweł Paszta                                               |                                    |
| 2020 | Kariera Nikodema Dyzmy                                             | Tadeusz Dołęga-Mostowicz                                         | pułkownik Wareda, policjant                      | Piotr Ratajczak                                            |                                    |
| 2020 | Jak skończyć z piekłem kobiet? (wideo spektakl online)             | Tadeusz Boy-Żeleński                                             |                                                  | Aleksandra Skorupa                                         |                                    |
| 2020 | Noc listopadowa – rytuał                                           | Stanisław Wyspiański                                             |                                                  | Paweł Paszta                                               |                                    |
| 2020 | Pułapka na myszy                                                   | Agatha Christie                                                  |                                                  | Katarzyna Minkowska                                        |                                    |
| 2021 | Wyspa                                                              | Zuzanna Bojda                                                    | Robi / Bobby Driscoll                            | Daria Kopiec                                               |                                    |
| 2021 | Biblia: Próba                                                      |                                                                  |                                                  | Jernej Lorenci                                             |                                    |
| 2021 | #FollowTheRabbit                                                   | Marcin Kubawski                                                  |                                                  | Wojciech Jaworski                                          |                                    |
| 2021 | Biesy                                                              | Fiodor Dostojewski                                               | kapitan Lebiadkin                                | Damian Josef Neć                                           |                                    |
| 2022 | Wróg ludu                                                          | Henrik Ibsen                                                     | Horster                                          | Anna Augustynowicz                                         | Teatr Nowy w Poznaniu              |
| 2022 | Wesele                                                             | Stanisław Wyspiański                                             | Pan Młody                                        | Mikołaj Grabowski                                          | Teatr Nowy w Poznaniu              |
| 2023 | Wróg ludu                                                          | Henrik Ibsen                                                     | Horster                                          | Anna Augustynowicz                                         | Teatr Nowy w Poznaniu              |
| 2023 | Woyzeck                                                            | Georg Büchner                                                    | kapitan Szymon Nowak                             | Zdenka Pszczołowska                                        | Teatr Nowy w Poznaniu              |
| 2023 | Lot nad kukułczym gniazdem                                         | Ken Kesey                                                        | Martini                                          | Maja Kleczewska                                            | Teatr Nowy w Poznaniu              |
| 2024 | Zamknięte pokoje                                                   | Maria Bruni                                                      |                                                  | Maria Bruni                                                | Teatr Nowy w Poznaniu              |
| 2024 | Baśń dla wkur...onych                                              | Malina Prześluga                                                 | Jacek                                            | Piotr Ratajczak                                            | Teatr Nowy w Poznaniu              |
| 2024 | Będzie pani zadowolona, czyli rzecz o ostatnim weselu we wsi Kamyk | Agata Duda-Gracz                                                 | Pan Ładyś zwany Cysarzem                         | Agata Duda-Gracz                                           | Teatr Nowy w Poznaniu              |
| 2024 | Matka                                                              | Stanisław Ignacy Witkiewicz                                      | Leon                                             | Radosław Stępień                                           | Teatr Nowy w Poznaniu              |
| 2025 | Alicja w Krainie Czarów. Remix                                     | Lewis Carroll                                                    | Król Kier                                        | Zdenka Pszczołowska                                        | Teatr Nowy w Poznaniu              |

## Filmografia

### Filmy
| Rok  | Tytuł                                  | Rola                            | Reżyser         |
| ---- | -------------------------------------- | ------------------------------- | --------------- |
| 2002 | Sfora: Bez litości                     | „Szprycha”, człowiek Starewicza | Wojciech Wójcik |
| 2004 | Ostatnia stacja (film krótkometrażowy) |                                 | Tomasz Piech    |
| 2005 | Stacja Mirsk (film krótkometrażowy)    | książę                          | Robert Wrzosek  |
| 2013 | Snufit (film krótkometrażowy)          |                                 | Marcel Woźniak  |
| 2014 | Dżej Dżej                              | młody żeglarz                   | Maciej Pisarek  |

### Seriale TV
| Rok       | Tytuł             | Rola                                 | uwagi           |
| --------- | ----------------- | ------------------------------------ | --------------- |
| 2002      | Sfora             | „Szprycha”, człowiek Starewicza      | odc. 1, 2, 3, 4 |
| 2005      | Na Wspólnej       | Witek, kolega Grzegorza              | odc. 411        |
| 2005      | Warto kochać      |                                      |                 |
| 2008      | Na Wspólnej       | fotograf                             | odc. 970        |
| 2009      | Pierwsza miłość   | Mateusz Kaczorowski                  |                 |
| 2009–2016 | Barwy szczęścia   | Maciej Kołodziejski                  |                 |
| 2013      | Komisarz Alex     | Jarosław Król                        | odc. 44         |
| 2016      | Przyjaciółki      | Artur                                | odc. 96         |
| 2017      | Na dobre i na złe | Darek Gładysz                        | odc. 690        |
| 2018      | M jak miłość      | architekt współpracujący ze Starskim | odc. 1351       |

### Teledyski
| Rok  | Tytuł             | Artysta       |
| ---- | ----------------- | ------------- |
| 2014 | „Dziad”           | Maja Koman    |
| 2017 | „Zanim to powiem” | Anna Wyszkoni |